# سولی مونتاری
سلیمان علی «سولی» مونتاری (انگلیسی: Suleyman Ali "Sulley" Muntari؛ زادهٔ ۲۷ اوت ۱۹۸۴) بازیکن فوتبال اهل غنا است
وی تاکنون در تیمهای اودینزه، پورتسموث، اینتر میلان، ساندرلند، میلان، الاتحاد، پسکارا و دپورتیوو لاکرونیا بازی کرده‌است.
مونتاری ۸۴ بازی ملی هم برای تیم ملی فوتبال غنا انجام داده‌است.